# نيكولا كلايتون
نيكولا كلايتون (بالإنجليزية: Nicola Clayton)‏ هي عالمة نفس وعالمة أعصاب بريطانية، ولدت في 22 نوفمبر 1962.

## وصلات خارجية
- الموقع الرسمي